# Нисидзава, Рюэ
Рюэ Нисидзава (яп. 西沢立衛 Нисидзава Рю:э, родился в 1966 году в Иокогама) — японский архитектор.

## Жизнь и творчество
Рюэ Нисидзава окончил Йокогамский государственный университет. В 1995 году он становится одним из сооснователей архитектурного бюро SANAA (Sejima And Nishizawa And Associates), совместно с архитектором Кадзуё Сэдзимой. В 1997 году он создаёт свою собственную архитектурную фирму под названием Office of Ryue Nishizawa.

## Проекты

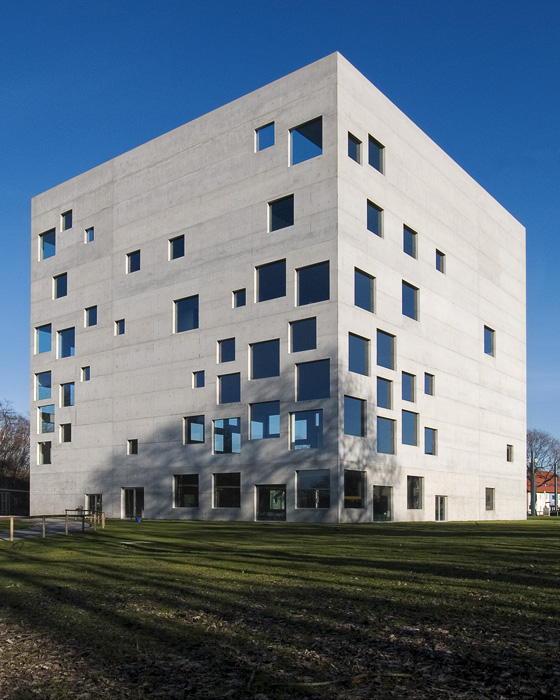
Цоллферайн-хаус в Эссене

- Уикенд-хаус — 1997 по 1998 — префектура Гумма, Япония
- Центральные хранилища фирмы Такео — 1999 по 2000 — префектура Токио, Япония
- Жилой дом в городе Камакура — 1999 до 2001 — префектура Канагава, Япония
- Апартаменты в городе Исикава — с 2001 — префектура Тиба, Япония
- Апартаменты Эда — 2002 по 2010 — префектура Канагава, Япония
- Апартаменты Фунабаси — 2002 по 2004 — префектура Тиба, Япония
- Дом Морияма — 2002 по 2010 — префектура Токио, Япония
- Музей Планета Любви- 2003 — префектура Окаяма, Япония
- Музей современного искусства — Канадзава, Япония
- Видео-павильон — 2003 по 2010 — префектура Кагава, Япония
- Жилой дом — 2003 до 2010 — Тяньцзинь, Китай
- Офисное здание Benesse Art Site Naoshima — 2004 — префектура Кагава, Япония
- Жилой дом — 2004 по 2010 — префектура Токио, Япония
- Цоллферайн-Кубус, — 2005 — Эссен, Германия
- Павильон в галерее Серпентайн — 2009 — Лондон, Великобритания
- Музей Наосимы — 2005 по 2010 — префектура Кагава, Япония
- Музей Товады — 2005 по 2010 — префектура Аомори, Япония
- Учебный центр Rolex, (Rolex Learning Center), Федеральная политехническая школа — 2010 — Лозанна, Швейцария.
- Художественный музей[англ.] Тэсимы[4][5] — 2010 — префектура Кагава, Япония

## Награды
- 2005: Премия Рольфа Шока Шведской королевской академии искусств (совместно с Кадзуё Сэдзимой).
- 2007: Берлинская художественная премия[англ.] (совместно с Кадзуё Сэдзимой)
- 2010: Прицкеровская премия (совместно с Кадзуё Сэдзимой)
- 2022: Императорская премия (совместно с Кадзуё Сэдзимой)[6]